# بوبي كامبو
بوبي كامبو (بالإنجليزية: Bobby Campo) مواليد 9 مارس 1983 في ويلينغ، الولايات المتحدة، هو ممثل أمريكي بدأ مسيرته الفنية سنة 2005.

## الأعمال

### أفلام
- الوجهة النهائية 4 (2009)

### مسلسلات
- القانون والنظام: الوحدة الخاصة للضحايا (2009) (بدور: باركر هوبارد)
- سي إس آي: ميامي (2009)
- كونك إنسان (2013) (بدور: ماكس)
- غريز أناتومي (2013) (بدور: براين)
- سي اس آي: التحقيق في موقع الجريمة (2015)

## روابط خارجية
- بوبي كامبو على موقع IMDb (الإنجليزية)
- بوبي كامبو على موقع ألو سيني (الفرنسية)
- بوبي كامبو على موقع أول موفي (الإنجليزية)
- بوبي كامبو على موقع قاعدة بيانات الأفلام السويدية (السويدية)
- بوبي كامبو على موقع قاعدة بيانات الفيلم (الإنجليزية)
- بوبي كامبو على موقع كينوبويسك (الروسية)